# 松岡是伸
松岡 是伸（まつおか よしのぶ - ）は、日本の社会福祉学者。北星学園大学社会福祉学部准教授。

## 経歴

### 学歴
- 道都大学社会福祉学部社会福祉学科卒業、社会福祉学士
- 2005年（平成17年）3月 - 日本社会事業大学大学院社会福祉学研究科博士前期課程修了、修士（社会福祉学）
- 2014年（平成26年）3月 - 日本社会事業大学大学院社会福祉学研究科博士後期課程修了、博士（社会福祉学）

### 職歴
東京都社会福祉会の施設相談員、巡回相談員、地方自治体保健福祉センターのケースワーカーを経て現職。
- 2006年（平成18年）4月 - 名寄市立大学保健福祉学部社会福祉学科助手
- 2007年（平成19年）4月 - 名寄市立大学保健福祉学部社会福祉学科助教
- 2010年（平成22年）4月 - 名寄市立大学保健福祉学部社会福祉学科講師
- 2017年（平成29年）4月 - 北星学園大学社会福祉学部福祉計画学科講師
- 2019年（平成31年）4月 - 北星学園大学社会福祉学部福祉計画学科准教授

## 専門（研究・活動内容等）

### 研究分野
- 貧困・公的扶助
- 社会福祉史
- スティグマ

### 研究テーマ
- 日本の公的扶助における惰民観の残余とスティグマ
  - 公的扶助、生活保護、惰民観、スティグマ
- ソーシャルワークにおける実践・機能・役割等について（子ども家庭福祉や生活保護を中心として）
  - ソーシャルワーク、子ども家庭福祉、生活保護、専門職者、専門職者教育
- 被占領期公的扶助政策の実態と展開過程について
  - 地方軍政、被占領期公的扶助

## 所属学会
- 日本社会福祉学会
- 北海道社会福祉学会
- 日本社会福祉士会
- 北海道社会福祉士会
- 日本社会事業大学社会福祉学会